# Chrysoglossum reticulatum
Chrysoglossum reticulatum är en orkidéart som beskrevs av Cedric Errol Carr. Chrysoglossum reticulatum ingår i släktet Chrysoglossum och familjen orkidéer. Inga underarter finns listade i Catalogue of Life.